# Calomarde
Calomarde (aragónul Calomart) település Spanyolországban, Aragóniában.

## Fekvése
Teruel tartományban található. Calomarde Albarracín községgel határos. Lakosainak száma 74 fő (2024).

## Népesség
A település népessége az utóbbi években az alábbiak szerint változott:
| Lakosok száma | 76   | 73   | 90   | 92   | 90   | 88   | 78   | 75   | 77   | 74   |
|               | 2001 | 2004 | 2007 | 2009 | 2012 | 2014 | 2017 | 2019 | 2022 | 2024 |